# Anca Barna
Anca Barna (Cluj-Napoca, 14 maggio 1977) è un'ex tennista tedesca.
Anche sua sorella Adriana è stata una tennista.

## Biografia
In carriera ha raggiunto una finale nel singolare all'Estoril Open nel 2002. Nei tornei del Grande Slam ha ottenuto il suo miglior risultato raggiungendo il terzo turno nel singolare agli Australian Open nel 2003.
In Fed Cup ha disputato un totale di 6 partite, collezionando 3 vittorie e 3 sconfitte.

## Statistiche

### Singolare

#### Finali perse (1)
| Numero | Anno           | Torneo                | Superficie  | Avversaria in finale | Punteggio |
| 1.     | 14 aprile 2002 | Estoril Open, Estoril | Terra rossa | Magüi Serna          | 4-6, 2-6  |

### Risultati in progressione
| Sigla | Risultato               |
| ----- | ----------------------- |
| V     | Vincitore               |
| F     | Finalista               |
| SF    | Semifinalista           |
| O     | Oro olimpico            |
| A     | Argento olimpico        |
| SF    | Bronzo olimpico         |
| QF    | Quarti di Finale        |
| 4T    | Quarto turno            |
| 3T    | Terzo turno             |
| 2T    | Secondo turno           |
| 1T    | Primo turno             |
| RR    | Round Robin             |
| LQ    | Turno di qualificazione |
| A     | Assente                 |
| ND    | Non disputato           |

| Legenda superfici    |
| -------------------- |
| Cemento              |
| Terra battuta        |
| Erba                 |
| Superficie variabile |

#### Singolare nei tornei del Grande Slam
| Torneo          | 1999 | 2000 | 2001 | 2002 | 2003 | 2004 | 2005 |
| --------------- | ---- | ---- | ---- | ---- | ---- | ---- | ---- |
| Australian Open | A    | 1T   | 1T   | 1T   | 3T   | 2T   | 1T   |
| Open di Francia | A    | A    | 1T   | 1T   | 1T   | 1T   | A    |
| Wimbledon       | A    | A    | 2T   | 1T   | 1T   | 1T   | A    |
| US Open         | 1T   | A    | 1T   | 2T   | 2T   | 1T   | A    |

#### Doppio nei tornei del Grande Slam
| Torneo          | 1997 | 1998 | 1999 | 2000 | 2001 | 2002 |
| --------------- | ---- | ---- | ---- | ---- | ---- | ---- |
| Australian Open | A    | A    | A    | A    | A    | 1T   |
| Open di Francia | 1T   | A    | A    | A    | A    | A    |
| Wimbledon       | A    | A    | A    | A    | A    | A    |
| US Open         | A    | A    | A    | A    | A    | A    |

#### Doppio misto nei tornei del Grande Slam
Nessuna partecipazione